# Campeonato Asiático de Futsal 2001
El Campeonato Asiático de Futsal 2001 se llevó a cabo en Teherán, Irán del 14 al 20 de julio y contó con la participación de 14 selecciones mayores de Asia, 5 más que en la edición anterior.
Irán venció en la final a Uzbekistán para conseguir su tercer título de manera consecutiva.

## Fase de grupos

### Grupo A
| País         | G | E | P | GF | GC | Pts |
| ------------ | - | - | - | -- | -- | --- |
| Irán         | 4 | 0 | 0 | 62 | 9  | 12  |
| Palestina    | 3 | 0 | 1 | 22 | 23 | 9   |
| Japón        | 2 | 0 | 2 | 20 | 17 | 6   |
| China Taipéi | 1 | 0 | 3 | 16 | 25 | 3   |
| Singapur     | 0 | 0 | 4 | 6  | 52 | 0   |

| Equipo 1     | Resultado | Equipo 2     |
| ------------ | --------- | ------------ |
| Irán         | 16-4      | Palestina    |
| China Taipéi | 7-3       | Singapur     |
| Palestina    | 6-3       | China Taipéi |
| China Taipéi | 5-6       | Japón        |
| Singapur     | 0-28      | Irán         |
| Japón        | 8-1       | Singapur     |
| Palestina    | 3-2       | Japón        |
| Irán         | 10-1      | China Taipéi |
| Japón        | 4-8       | Irán         |
| Singapur     | 2-9       | Palestina    |

### Grupo B
| País       | G | E | P | GF | GC | Pts |
| ---------- | - | - | - | -- | -- | --- |
| Kazajistán | 3 | 1 | 0 | 22 | 6  | 10  |
| Uzbekistán | 3 | 1 | 0 | 22 | 10 | 10  |
| Kuwait     | 2 | 0 | 2 | 12 | 14 | 6   |
| Tayikistán | 1 | 0 | 3 | 16 | 26 | 3   |
| Malasia    | 0 | 0 | 4 | 11 | 27 | 0   |

| Equipo 1   | Resultado | Equipo 2   |
| ---------- | --------- | ---------- |
| Kazajistán | 4-0       | Kuwait     |
| Tayikistán | 9-1       | Malasia    |
| Kuwait     | 6-4       | Tayikistán |
| Tayikistán | 1-7       | Uzbekistán |
| Kazajistán | 4-2       | Malasia    |
| Malasia    | 5-10      | Uzbekistán |
| Uzbekistán | 3-2       | Kuwait     |
| Tayikistán | 2-12      | Kazajistán |
| Kuwait     | 4-3       | Malasia    |
| Uzbekistán | 2-2       | Kazajistán |

### Grupo C
| País          | G | E | P | GF | GC | Pts |
| ------------- | - | - | - | -- | -- | --- |
| Tailandia     | 2 | 0 | 1 | 21 | 10 | 6   |
| Corea del Sur | 2 | 0 | 1 | 15 | 15 | 6   |
| Kirguistán    | 1 | 1 | 1 | 13 | 16 | 4   |
| Irak          | 0 | 1 | 2 | 8  | 16 | 1   |

| Equipo 1      | Resultado | Equipo 2      |
| ------------- | --------- | ------------- |
| Tailandia     | 3-4       | Kirguistán    |
| Irak          | 1-3       | Corea del Sur |
| Kirguistán    | 5-5       | Irak          |
| Corea del Sur | 4-10      | Tailandia     |
| Tailandia     | 8-2       | Irak          |
| Kirguistán    | 4-8       | Corea del Sur |

## Fase final
|  | Cuartos de final | Cuartos de final |               |            | Semifinales | Semifinales |  |      | Final       | Final       |  |
|  | 18 de julio      | 18 de julio      |               |            | 20 de julio | 20 de julio |  |      | 20 de julio | 20 de julio |  |
|  |                  |                  |               |            |             |             |  |      |             |             |  |
|  |                  |                  |               |            |             |             |  |      |             |             |  |
|  | Kuwait           | 2                |               |            |             |             |  |      |             |             |  |
|  | Kuwait           | 2                |               |            |             |             |  |      |             |             |  |
|  | Irán             | 18               |               |            |             |             |  |      |             |             |  |
|  | Irán             | 18               |               | Irán       | 8           |             |  |      |             |             |  |
|  |                  |                  |               | Irán       | 8           |             |  |      |             |             |  |
|  |                  |                  | Japón         | 2          |             |             |  |      |             |             |  |
|  | Kazajistán       | 2                | Japón         | 2          |             |             |  |      |             |             |  |
|  | Kazajistán       | 2                |               |            |             |             |  |      |             |             |  |
|  | Japón (DP 6-7)   | 2                |               |            |             |             |  |      |             |             |  |
|  | Japón (DP 6-7)   | 2                |               |            |             |             |  | Irán | 9           |             |  |
|  |                  |                  |               |            |             |             |  | Irán | 9           |             |  |
|  |                  |                  | Uzbekistán    | 0          |             |             |  |      |             |             |  |
|  | Uzbekistán       | 4                | Uzbekistán    | 0          |             |             |  |      |             |             |  |
|  | Uzbekistán       | 4                |               |            |             |             |  |      |             |             |  |
|  | Tailandia        | 3                |               |            |             |             |  |      |             |             |  |
|  | Tailandia        | 3                |               | Uzbekistán | 4           |             |  |      |             |             |  |
|  |                  |                  |               | Uzbekistán | 4           |             |  |      |             |             |  |
|  |                  |                  | Corea del Sur | 0          |             |             |  |      |             |             |  |
|  | Corea del Sur    | 3                | Corea del Sur | 0          |             |             |  |      |             |             |  |
|  | Corea del Sur    | 3                |               |            |             |             |  |      |             |             |  |
|  | Palestina        | 2                |               |            |             |             |  |      |             |             |  |
|  | Palestina        | 2                |               |            |             |             |  |      |             |             |  |
|  |                  |                  |               |            |             |             |  |      |             |             |  |

### Tercer lugar
| Equipo 1      | Resultado | Equipo 2 |
| ------------- | --------- | -------- |
| Corea del Sur | 2-1       | Japón    |

## Campeón
| Campeonato Asiático de Futsal 2001 |
| --- |
| Irán 3º Título |
| Amir Farrashi, Mansour Molaei, Reza Nasseri, Mohammad Reza Heidarian, Ali Saneei, Mohammad Hashemzadeh, Ahmad Pariazar, Kazem Mohammadi, Majid Raeisi, Hamid Shandizi, Vahid Shamsaei, Siamak Dadashi, Mojtaba Moeini, Majid Molazem |
| Entrenador: Victor Hermans |